# Fulgoromorpha

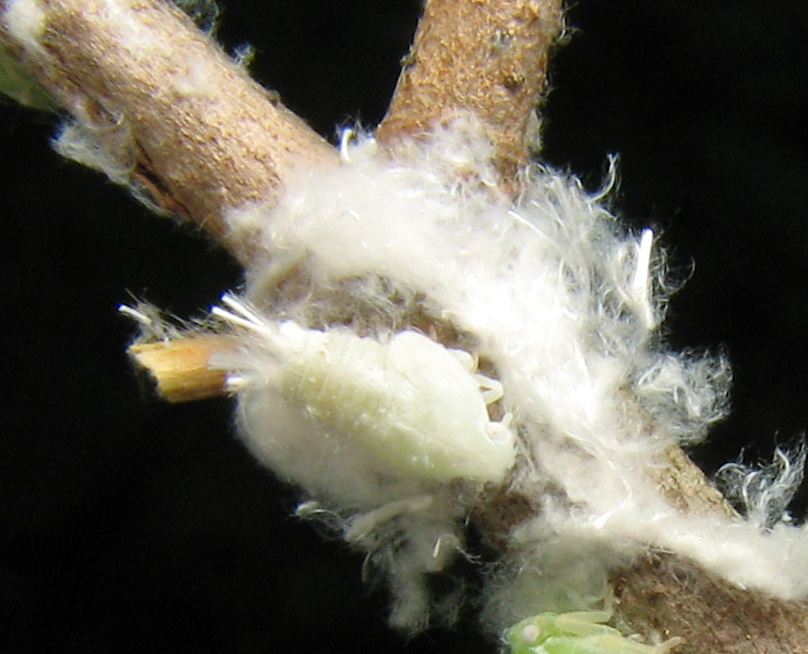
Metcalfa pruinosa ninfa

Los fulgoromorfos (Fulgoromorpha) son un infraorden de insectos hemípteros del suborden Auchenorrhyncha. Su nombre común en inglés (planthopper) se refiere a su semejanza con hojas de plantas de su ambiente y de que a menudo saltan rápidamente igual que los saltamontes. Caminan muy despacio para no atraer la atención.
Distribuidas mundialmente, todos sus  miembros son fitófagos. Unas pocas especies son consideradas plagas. Estas tienen gran importancia económica ya que alcanzan grandes densidades de población y son vectores de fitopatógenos además del hecho de que, por ser fitófagos, consumen la vegetación para alimentarse.  Las familias Delphacidae y Cixiidae son plagas de cultivos importantes como el arroz, maíz, trigo y sorgo.  Los daños son ocasionados por la puesta de huevos, consumo de las hojas para su alimentación o la transmisión de fitopatógenos.  Delphacidae reúne el mayor número de especies vectores de virus, mientras que Cixiidae son vectores de fitoplasmas y bacterias que se propagan por el floema.
El infraorden tiene solo una única superfamilia, Fulgoroidea. Los fulgoroideos se distinguen de otros miembros del suborden clásico "Homoptera" por dos particularidades: vena anal bifurcada (forma "Y") en los élitros, y las antenas gruesas y trisegmentadas, con un tercer segmento que aparenta ser finos filamentos (aristas).

## Clasificación
Como se menciona en Auchenorrhyncha, algunos autores usan el nombre Archaeorrhyncha  como un reemplazo de Fulgoromorpha.
Las  familias existentes de  Fulgoroidea son:
- Acanaloniidae
- Achilidae
- Achilixiidae
- Cixiidae
- Delphacidae
- Derbidae
- Dictyopharidae
- Eurybrachyidae (= Eurybrachiidae)
- Flatidae
- Fulgoridae
- Gengidae
- Hypochthonellidae
- Issidae (incluye Caliscelidae)
- Kinnaridae
- Lophopidae
- Meenoplidae
- Nogodinidae
- Ricaniidae
- Tettigometridae
- Tropiduchidae

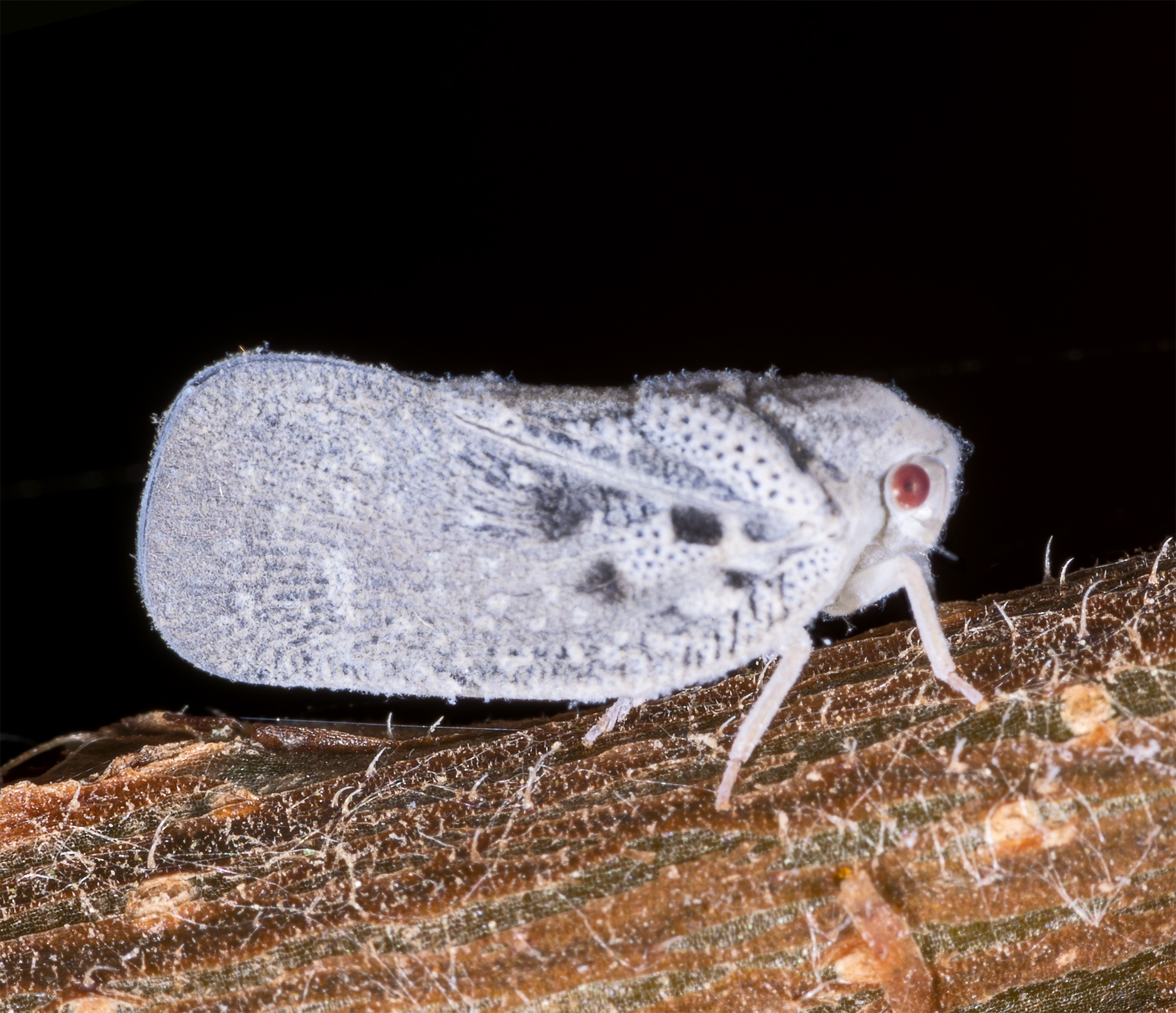
Metcalfa pruinosa (Flatidae)
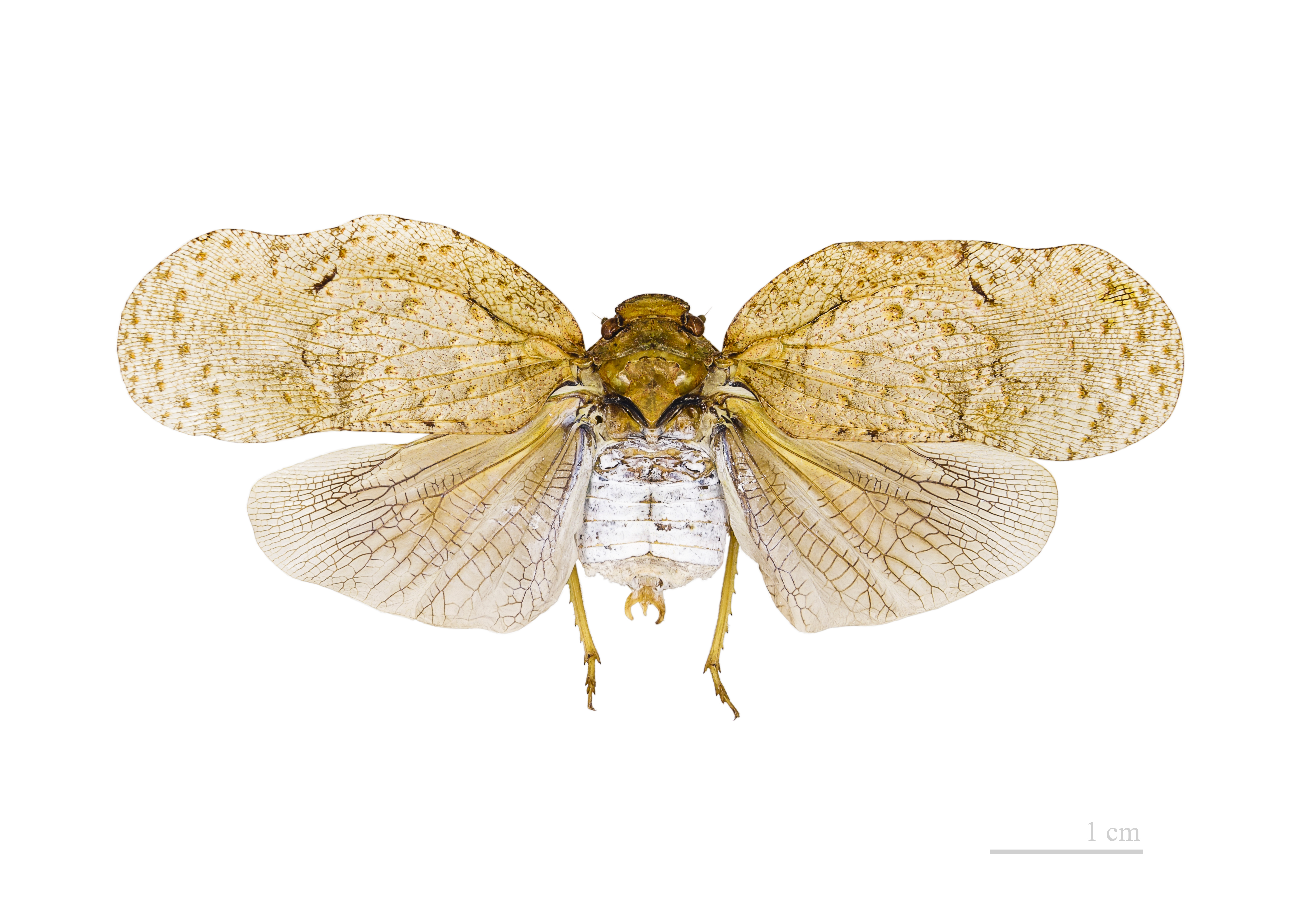
Flatolystra verrucosa(Fulgoridae)
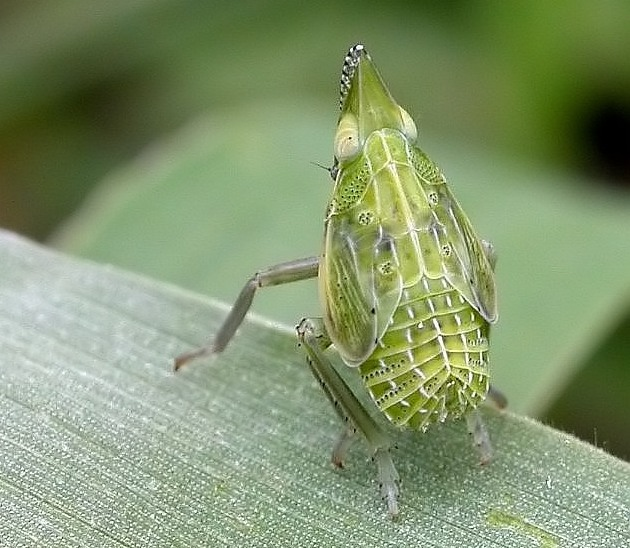
Dictyophara europaea, ninfa
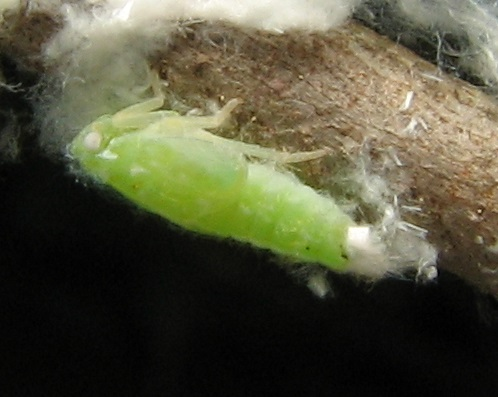
Ormenoides venusta, ninfa (Flatidae)